# Mentale beeldvorming
Een mentaal beeld is een innerlijk beeld van objecten of mensen of handelingen dat vrijwillig kan worden opgeroepen en bewerkt. In de Engelse literatuur wordt onderzoek naar mentale voorstellingen aangeduid als Mental Imagery. In dit artikel zullen we daarvoor de term mentale beeldvorming hanteren.
Dit begrip kan men het best illustreren aan de hand van vragen als: hoeveel vensters heeft uw woonkamer? Welk uitzicht heeft u daarbij op de stad?. Of: als u de letter W 180 graden draait, welke letter ziet u dan? In de meeste gevallen zullen mensen deze vragen pas beantwoorden nadat zij eerst een soort innerlijk beeld van de kamer, het uitzicht of het draaien van de letter hebben gemaakt. Het is dan alsof ze dan naar een plaatje of film 'in hun hoofd' kijken.

## Mentale beeldvorming in de experimentele psychologie

### Mentale rotatie van figuren
Een van de eerste onderzoekers naar mentale beeldvorming was Roger Shepard. Deze deed onderzoek met tekeningen van driedimensionale objecten. Daarbij werd het principe van mentale rotatie toegepast. Men kreeg in deze taken steeds twee driedimensionale blokfiguren te zien waarbij de vraag luidde of de figuren identiek waren. De figuren waren soms identiek en soms verschillend, waarbij de tweede figuur altijd ten opzichte van de eerste ruimtelijk geroteerd (gedraaid) was. 

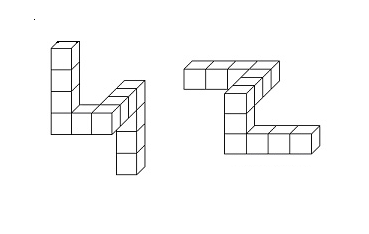
Voorbeeld van figuren die door Shepard zijn gebruikt

 Shepard vond daarbij dat de tijd die mensen nodig hadden om het probleem op te lossen, toenam met hoek van rotatie. Kennelijk werd de figuur als een topografisch en topologisch geheel waargenomen, en daarna mentaal gedraaid totdat hij qua positie overeenstemde met de eerste figuur. Soortgelijke resultaten werden later gevonden in experimenten met letters. Daarbij werd de letter F en zijn spiegelbeeld onder diverse hoeken geprojecteerd, waarbij de hoeken varieerden tussen 1 en 360 booggraden. Men moest daarbij zo snel mogelijk aangeven of de letters de normale of spiegelbeeld positie hadden. Ook hier nam de reactietijd lineair toe met de hoek van rotatie.
Ook het werk van Stephen Kosslyn die gebruikmaakte van beeldvormende technieken als PET bevestigde dat het brein mentale beelden of representaties van objecten behandelt als zelfstandige topologische eenheden.
 Uit zijn onderzoek bleek bijvoorbeeld dat de hersenen identiek reageren op actueel waargenomen als mentaal voorgestelde objecten. Kosslyn ontwikkelde een theorie die de verschillende componenten van mentale beeldvorming beschrijft. Centraal hierin is een visueel buffer (of tijdelijke opslagplaats) dat beelden uit het langetermijngeheugen genereert. Beelden in de visuele buffer kunnen vervolgens worden geïnspecteerd, beschreven of getransformeerd.

### Mentale beeldvorming van bewegingen
Gebleken is dat een puur innerlijke voorstelling van eigen lichaamsbewegingen, soms motorische verbeelding genoemd, gepaard gaat met activatie van gebieden in de hersenen die normaal de echte beweging aansturen. Dit is onder meer onderzocht bij patiënten waarbij een lichaamdeel was verlamd, en aan wie gevraagd werd om zich een voorstelling te maken van een beweging van de verlamde arm. Niet alleen de gebieden die de beweging zélf aansturen zoals de motorische schors, maar ook die welke verantwoordelijk zijn voor het bewegingsplan zoals de cortex parietalis posterior en de premotorische schors waren hier actief.
Ook Lawrence Parsons en John Schwoebel onderzochten mentale beeldvorming van bewegingen. Zij toonden aan dat mensen langzamer reageren als zij tekeningen van handen mentaal moeten draaien in een richting die strijdig is met de anatomie van de gewrichten van het menselijk lichaam, en dat mensen met pijnlijke blessures van de arm trager zijn in het roteren van beelden van handbewegingen aan de kant van de geblesseerde dan de gezonde arm. Het beeld gedraagt zich als het ware als een object dat echt wordt gemanipuleerd. Er bestaan ten slotte ook zenuwcellen in de motorische gebieden van de hersenen die gaan vuren bij het observeren van bewegingen die anderen maken. Dergelijke neuronen werden door de Italiaanse onderzoeker Rizzollati. spiegelneuronen genoemd. Deze vond dat bepaalde neuronen in de premotorische cortex van makaken niet alleen actief waren als de proefdieren zelf een bepaalde beweging uitvoerden, maar ook als zij keken naar handelingen van andere proefdieren of de proefleider.

## Mentale beeldvorming in de behandeling vanhemiparesena eenberoerte
Een Cochrane Systematic Review van 2020 onderzocht of mentale verbeelding uitkomsten van revalidatie van de bovenste extremiteit na een beroerte kan verbeteren. Een beroerte wordt veroorzaakt door een onderbreking van de bloedvoorziening naar de hersenen of door schade aan een bloedvat in de hersenen. Dit kan leiden tot veranderde perceptie, cognitie, stemming, spraak, gezondheidsgerelateerde levenskwaliteit en beperkingen in het lichamelijk functioneren zoals problemen met het stappen of het gebruiken van de arm. Beperkingen in het functioneren van de bovenste extremiteit komen veelvuldig voor bij mensen na een beroerte. De review bevat 25 studies met in totaal 676 deelnemers uit 9 landen. De meeste studies vergeleken het effect van mentale verbeelding plus een klassieke behandeling met een klassieke behandeling alleen. Uit deze studies bleek dat de groepen die mentale verbeelding kregen beter scoorden op activiteiten van de bovenste extremiteit. Ze scoorden ook beter op functioneren van de bovenste extremiteit. Tussen beide groepen was geen verschil voor ADL, de Activiteiten van het Dagelijks Leven. De Cochrane review formuleert als besluit dat Mentale verbeelding toegevoegd aan een conventionele behandeling waarschijnlijk nuttig is voor patiënten na een beroerte ter verbetering van functie van bovenste extremiteit. 